# Polybotrya semipinnata
Polybotrya semipinnata är en träjonväxtart som beskrevs av Fée. Polybotrya semipinnata ingår i släktet Polybotrya och familjen Dryopteridaceae. Inga underarter finns listade.